# Matthias Adamczewski
Matthias Adamczewski (* 31. März 1958 in Kiel) ist ein ehemaliger deutscher Segler.

## Werdegang
1987 wurde Adamczewski zusammen mit Jens-Peter Wrede und Stefan Knabe deutscher Meister in der Bootsklasse Soling. Im Folgejahr nahm das Dreiergespann des Segel-Vereins Wedel-Schulau an den Olympischen Sommerspielen teil und belegte dort den 15. Rang.
Beruflich wurde Adamczewski als Filmproduzent, Journalist und Kameramann tätig, stellte unter anderem Beiträge für den Norddeutschen Rundfunk sowie einen Film für die Olympiabewerbung der Stadt Hamburg her.